# Anopterus macleayanus
Anopterus macleayanus zimzeleni grm ili manje drvo iz porodice eskalonijevki. Raste kao endem u istočnoj Australiji na sjeveroistoku Novog Južnog Walesa i jugoistoku Queenslanda.
A. macleayanus u svom prirodnom staništu može narasti do 15 metara visine. Ima velike, sjajne, tamnozelene nazubljene listove duge 30 cm i širine 5 cm.
Vrsta je opisana 1859., a ime je dobila po prirodoslovcu Williamu Macleayu.